# Пуголовок (фізика)

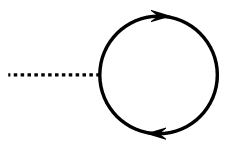
Діаграма-пуголовок

Пуголовок — у квантовій теорії поля однопетльова діаграма Фейнмана з одним зовнішнім ребром, що дає внесок у одноточкову кореляційну функцію (тобто, математичне очікування поля у вакуумі). Однопетльові діаграми з пропагатором, який з'єднується з тією ж вершиною, з якої виходить, часто також називають пуголовками. Для багатьох безмасових теорій ці графіки зникають при розмірній регуляризації (завдяки аналізу розмірностей та відсутності будь-якого власного масштабу мас у петльовому інтегралі). Поправки на пуголовки необхідні, якщо відповідне зовнішнє поле має ненульове значення математичного очікування у вакуумі, наприклад, поле Гіггса.
Діаграми-пуголовки вперше використано в 1960-х роках. Ранній приклад опублікував Абдус Салам 1961 року, хоча назву запропонував не він. Фізики Сідні Коулман і Шелдон Глешоу 1964 року широко використовували діаграми-пуголовки для пояснення порушення симетрії в сильній взаємодії.